# Масагутов, Хабибрахман Ахметситдикович
Хабибрахман Ахметситдикович Масагутов (тат. Хәбибрахман Әхмәтситдыйк улы Мәсәгутев (Мәсгудуф), 1862—1921) — россйиский общественный и религиозный деятель, депутат Государственной думы II созыва от Елабужского уезда Вятской губернии.

## Биография
Родился 4 (16) июля 1862 года в г. Елабуге в семье указного муллы Ахметситдика Фатхулловича Масагутова и его жены Бибиасмы. Окончил медресе д. Тюнтер Малмыжского уезда Вятской губернии (ныне Балтасинского района Республики Татарстан) и уездное училище. Таким образом, он прошёл обучение как в религиозном, так и в светском учебных заведениях. Своим неплохим по тем временам образованием и стремительной карьерой он безусловно обязан своему отцу, который имел достаточно большое влияние в Елабужском уезде.
В 1886 году в возрасте 24 лет Хабибрахман стал указным муллой (имам-хатыбом) 1-й Соборной мечети д. Морты Елабужского уезда (ныне Елабужский район РТ) Вятской губернии, куда и переехал на постоянное место жительства. В 1896 году стал ахуном Мортовской мечети, в подчинении которого находилось 12 мечетей Елабужского уезда.
В 1907 году был избран депутатом Государственной думы Российской империи II созыва от Елабужского уезда Вятской губернии. Член Мусульманской фракции и Мусульманской Трудовой группы. Один из организаторов газеты «Дума»..
В 1918 году Хабибрахман Масагутов бежал от советской власти в г. Семипалатинск, где занимался торговой деятельностью. 3 марта 1921 года был допущен к исполнению обязанностей имама 3-й Соборной мечети г. Семипалатинска. Умер в апреле 1921 года в г. Семипалатинске Киргизской АССР (ныне г. Семей, Республики Казахстан) от воспаления легких.

## Династия и некоторые родственники по женским линиям

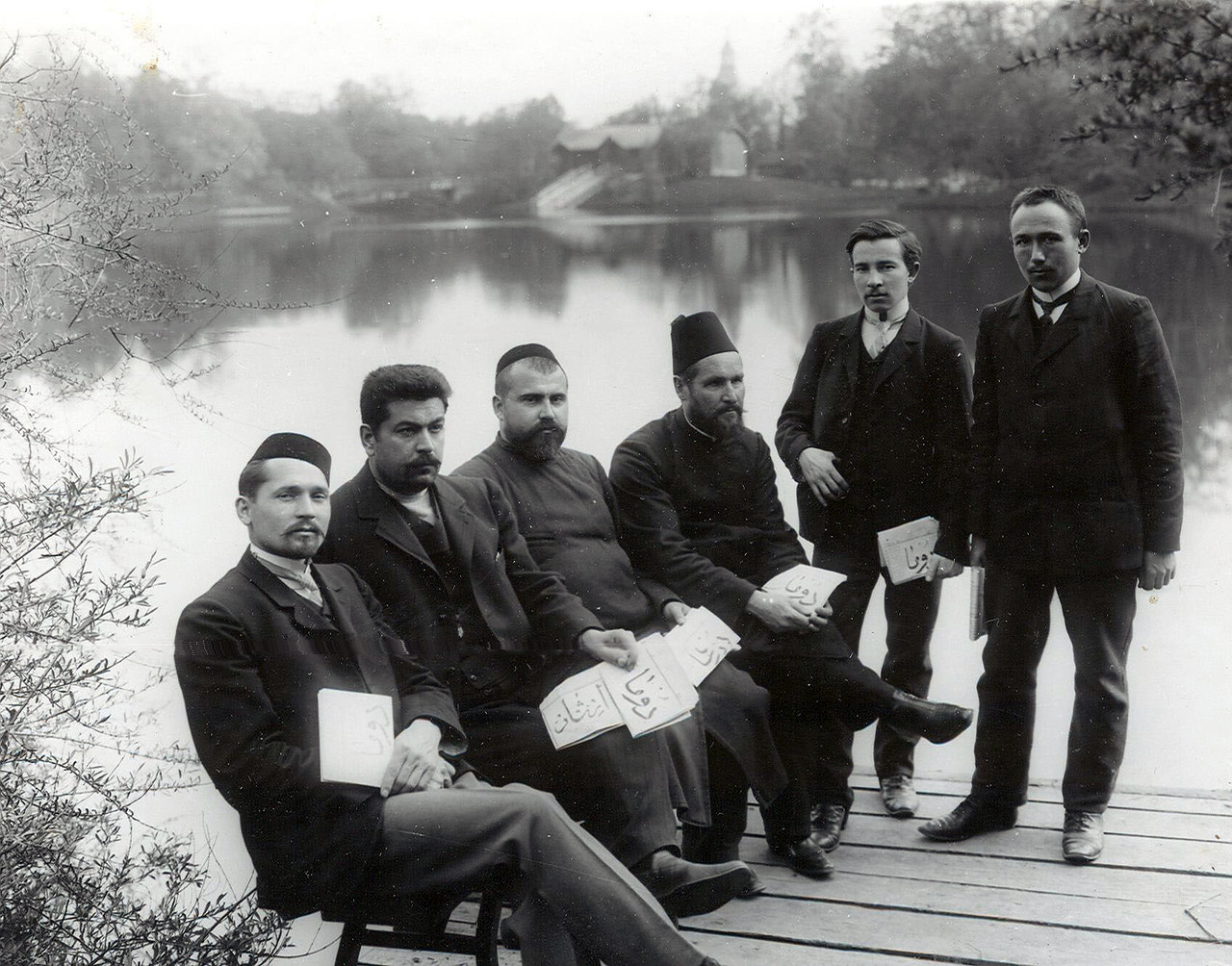
Мусульманская Трудовая группа: Х. А. Масагутов, 4-й слева.

Этот род происходит из ясашных татар деревни Кудашево Арской даруги Казанского уезда Казанской губернии (позднее Елабужского уезда Вятской губернии, ныне Агрызского района Республики Татарстан). Он стал как минимум пятым учителем и указным муллой из династии Масагутовых, которая насчитывает не менее четырёх поколений:
- Прадед — Масагут Мустаев (1744—1818) — мулла.
- Дед — Фатхулла Масагутов (1787—1863) — учитель и указной мулла деревни Кудашево Елабужского уезда Вятской губернии.
- Отец — Ахметситдик Фатхуллович Масагутов (Ахметситдик Фатхуллин) (1815—1892) — родился в д. Кудашево Елабужского уезда. В 1839 году, в возрасте 24 лет переехал в г. Елабугу, где начал обучать мальчиков грамоте и мусульманскому праву. В апреле 1844 года изъявил желание стать указным муллой и получил на это согласие елабужских мусульман. 13 марта 1845 года Вятским губернским правлением был утверждён в этой должности, став таким образом первым в истории г. Елабуги «соборным имамом и мугаллимом». Фактически проживая в г. Елабуге, Ахметситдик Масагутов достаточно долго продолжал оставаться в крестьянском сословии и числиться в деревне Кудашево Нижне-Юринского сельского общества Сарсак-Омгинской волости. Полноправным городским жителем он стал только в 1853 году, когда записался в мещане. В 1857 году, накануне 10 ревизии, перешёл в купцы 3 гильдии. Должность учителя и имама г. Елабуги он занимал более 50 лет. При его непосредственном участии в 60-х годах XIX века в Татарской слободе г. Елабуги на ул. Татарская (ныне ул. Тукая) была построена Соборная мечеть[5].
- Брат — Габдрахман Ахметситдикович Масагутов (1840—?) — учитель и указной мулла деревни Кудашево Елабужского уезда Вятской губернии, ныне Агрызский район Республики Татарстан.
- Брат — Шамсимухамет,
  - Племянник — Файзи Шамсимухаметович Масагутов (1917—1997) — Почётный горожанин Елабуги, долгие годы проработавший директором средней школы № 1,
- Сын — Габдельбарый,
  - Внук — Фатых,
    - Правнук — Мухаметнагим Фатыхович Масагутов (1932—2003) — изобретатель, кандидат технических наук.
- Дочь — Лябиба, замужем за Сабирзяном Мустафиным, имамом 2-й мечети дер. Агрыз.
  - Внук — Камиль Сабирович Мустафин (1921—1998) — советский и российский физик, специалист по голографии и спектроскопии.